# ساحة الوصل

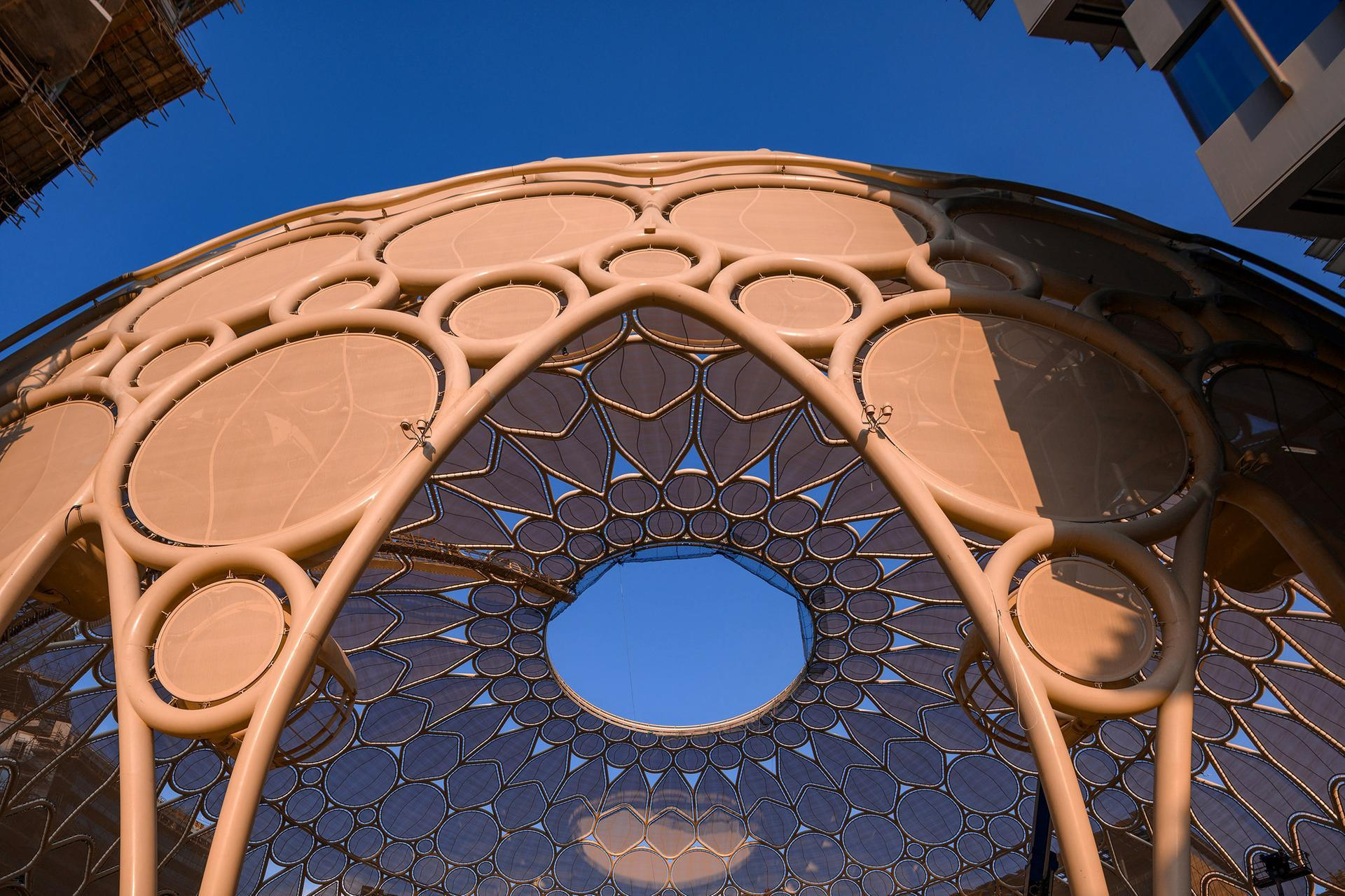
قبة ساحة الوصل

ساحة الوصل، المركز الرئيس لفعاليات إكسبو 2020 دبي، تقع على طريق إكسبو في دبي الجنوب جنوب غرب مدينة دبي في الإمارات العربية المتحدة. يبلغ قطرها 150 م تتوسط مساحة تبلغ 4.3 كلم²، وجهزت لاتسقبال ملايين الزوار من مختلف دول العالم لمدة ستة أشهر اعتبارا من 1 أكتوبر 2021 إلى حين 31 مارس 2022. سُميت الساحة على اسم دبي القديم، وتناسبًا مع شعار المعرض: «تواصل العقول وصنع المستقبل». تعد قبة الوصل أشهر معلم من معالم الساحة.
كما أنه تم  تصميم  الساحة  بشكل مستوحى من تحفة أثرية تمثل  خاتماُ ذهبياُ عمره 3000 عام تم العثور عليه  في موقع ساروق الحديد الأثري